# Akademičeskaja (stanice metra v Moskvě)

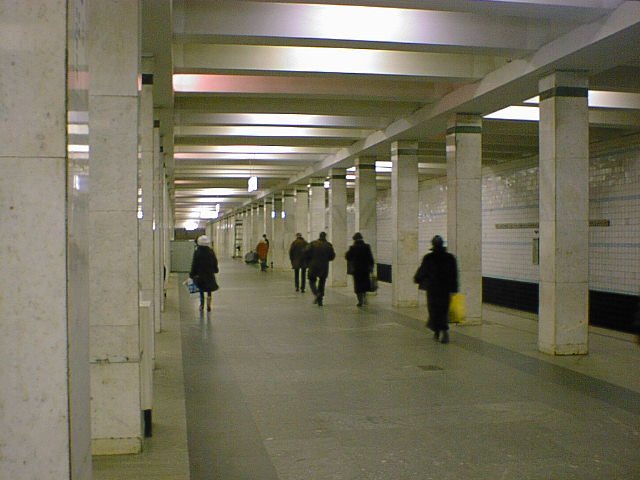
Stanice Akademičeskaja

Akademičeskaja (rusky Академическая) je stanice moskevského metra. Svůj název má podle nedaleké Akademie věd. Veřejnosti slouží od 13. října 1962.

## Charakter stanice
Akademičeskaja je podzemní, hloubená stanice s ostrovním nástupištěm. Založena je 8,5 m hluboko. Navržena a postavena byla podle jednotného projektu pro stanice tohoto typu. Výstupy má dva, vycházejí do vestibulů (po pevných schodištích, na jižním výstupu je umístěn jeden eskalátor), umístěných pod Ho Či Minovým náměstím a Profsojuzné třídě. Denně jimi projde 67 000 cestujících (2002), což řadí Akademičeskou mezi stanice středně vytížené.
Její nástupiště podpírají dvě řady sloupů, obkládaných mramorem, stěny za nástupištěm jsou obložené od roku 2003 hliníkovými panely v bílé a modré barvě (původně dlaždicemi ve stejných barvách).